# العلاقات المجرية النيجرية
العلاقات المجرية النيجرية هي العلاقات الثنائية التي تجمع بين المجر والنيجر.

## مقارنة بين البلدين
هذه مقارنة عامة ومرجعية للدولتين:
| وجه المقارنة                                              | المجر                                                       | النيجر          |
| --------------------------------------------------------- | ----------------------------------------------------------- | --------------- |
| المساحة (كم2)                                             | 93.04 ألف                                                   | 1.27 مليون      |
| عدد السكان (نسمة)                                         | 9.78 مليون                                                  | 21.48 مليون     |
| الكثافة السكانية (ن./كم²)                                 | 105.12                                                      | 16.91           |
| العاصمة                                                   | بودابست                                                     | نيامي           |
| اللغة الرسمية                                             | لغة مجرية                                                   | لغة فرنسية      |
| العملة                                                    | فورنت مجري                                                  | فرنك غرب أفريقي |
| الناتج المحلي الإجمالي (بليون دولار)                      | 139.14 مليار                                                | 8.12 مليار      |
| الناتج المحلي الإجمالي (تعادل القوة الشرائية) بليون دولار | 260.42 مليار                                                | 19.01 مليار     |
| الناتج المحلي الإجمالي الاسمي للفرد دولار أمريكي          | 12.36 ألف                                                   | 358             |
| الناتج المحلي الإجمالي للفرد دولار أمريكي                 | 25.07 ألف                                                   | 938             |
| مؤشر التنمية البشرية                                      | 0.828                                                       | 0.348           |
| رمز المكالمات الدولي                                      | +36                                                         | +227            |
| رمز الإنترنت                                              | .hu                                                         | .ne             |
| المنطقة الزمنية                                           | ت ع م+01:00، ت ع م+02:00، أوروبا/بودابست ‏، توقيت وسط أوروبا | ت ع م+01:00     |

## منظمات دولية مشتركة
يشترك البلدان في عضوية مجموعة من المنظمات الدولية، منها:
| علم المنظمة | اسم المنظمة                               | تاريخ انضمام المجر | تاريخ انضمام النيجر |
| ----------- | ----------------------------------------- | ------------------ | ------------------- |
|             | مؤسسة التنمية الدولية                     | 29 أبريل 1985      | 24 أبريل 1963       |
|             | يونسكو                                    | 14 سبتمبر 1948     | 10 نوفمبر 1960      |
|             | وكالة ضمان الاستثمار متعدد الأطراف        | 21 أبريل 1988      | 10 مايو 2012        |
|             | الأمم المتحدة                             | 14 ديسمبر 1955     | 20 سبتمبر 1960      |
|             | الفريق المعني برصد الأرض                  | ?                  | ?                   |
|             | الاتحاد البريدي العالمي                   | ?                  | ?                   |
|             | البنك الدولي للإنشاء والتعمير             | 7 يوليو 1982       | 24 أبريل 1963       |
|             | الاتحاد الدولي للاتصالات                  | 1866               | 14 نوفمبر 1960      |
|             | منظمة حظر الأسلحة الكيميائية              | ?                  | ?                   |
|             | مؤسسة التمويل الدولية                     | 29 أبريل 1985      | 7 يناير 1980        |
|             | المركز الدولي لتسوية المنازعات الاستشارية | 6 مارس 1987        | 14 ديسمبر 1966      |
|             | منظمة التجارة العالمية                    | 1995               | ?                   |
|             | منظمة الشرطة الجنائية الدولية             | ?                  | ?                   |

## وصلات خارجية
- موقع وزارة الخارجية المجرية